# Alcina (település)
Alcina (románul: Alțâna vagy Alțina, németül: Alzen) falu Romániában, Erdélyben, Szeben megyében, az azonos nevű község központja.

## Nevének eredete
Nevét Kiss Lajos a középalnémet else ('égerfa') szóból magyarázza. Először 1291-ben, Olchona alakban említették. Későbbi névváltozatai: Olchwa (1361), Olcna (1438), Olchana (1449), Olczona (1518)

## Földrajz
Nagyszebentől 36 kilométerre északkeletre, a Hortobágy jobb partján fekszik.

## Népesség

### A népességszám változása
1500 körül nyolcvan gazdát, három pásztort, két szegényt és egy iskolamestert, 1695-ben 29 gazdát, kilenc özvegyet, 48 elhagyott és nyolc leégett portát írtak össze. 1786-ban 1326-an lakták, közülük 73% volt szabad paraszt, 18% zsellér, 9% cigány és 11 papi személy. A rendszeres népszámlálások megkezdése óta 1941-ben lakták a legtöbben, 2445 fő. Azóta lakossága a 2/5-ére esett vissza, főként a szászok 20. század végi kivándorlása miatt.

### Etnikai és vallási megoszlás
- 1850-ben 1707 lakosából 736 volt román, 715 német és 244 cigány nemzetiségű; 910 ortodox, 722 evangélikus és 70 görögkatolikus vallású.
- 2002-ben 1107 lakosából 972 volt román, 69 német és 63 cigány nemzetiségű; 973 ortodox, 70 evangélikus és 39 adventista vallású.

## Története
A falu környékén újkőkorszaki és késő bronzkori leleteket tártak fel. A középkorban szász lakossággal települt. Jelentős hely volt, amit az is igazol, hogy Újegyházszéket 1361 és 1620 között többször is Alcinaszékként említették, vagy Alcinát székhelyként. A 15. század közepétől a Gerendi gerébi család birtokközpontja volt, és lakossága csak 1593-ban váltotta meg magát véglegesen a Gerendiektől. 1493-ban törökök dúlták föl. 1620-ban Újegyház beperelte. Az újegyháziak képviselői az Univerzitás előtt elmondták, hogy Gerendi János és Pál vitték Alcinára a szék bíróságát, és sérelmezték, hogy Alcina évi két nagyvásárt tart. Mindkét fél okiratokkal próbálta igazolni régi jogait, de az Univerzitás Újegyház javára döntött, és a székhelyi jog attól kezdve Újegyházat illette meg. Alcina 1791-ben nyert szabadalmat éves vásár tartására. Újegyházszéktől 1876-ban csatolták Szeben vármegyéhez.

## Látnivalók
- Evangélikus temploma eredetileg román stílusú háromhajós bazilika volt. 1509-ben a gótikus stílusban átépítették csarnoktemplommá és dongaboltozattal fedték. A régi harangtornyot 1853-ban lebontották és 1858-ban újat építettek helyette. Diadalívén Jacobus Palaeologus Despina nevű lányának emléktáblája. Bronzból öntött keresztelőmedencéje 1404-ben készült; felirata anno domini milessimo CCCCIIII tempora regis Sigismund. Két harangja 14. század végi.[4] Ovális védőfala 75×62 méter átmérőjű. A kaputornyon kívül még három másik védőtornya is volt, melyek közül az északi 1914-ben omlott össze.[5]
- Néprajzi gyűjtemény.

## Híres emberek
- Itt született 1802-ben Alexander Cockburn skót jogász, politikus.
- A pestis elől vidékre húzódva, 1574-ben a Gerendiek udvarában írta Jacobus Palaeologus Disputatio scholastica című antitrinitárius irányregényét.
- Itt tevékenykedett 1828–1861 között Martin Bock evangélikus lelkész.